# كأس النرويج 1986
كأس النرويج 1986 (بالنرويجية: Norgesmesterskapet i fotball for menn 1986)‏ هو الموسم 81 من كأس النرويج. أشرف على تنظيمه اتحاد النرويج لكرة القدم، وفاز فيه ترومسو إيدريتسلاغ.